# Stranger Inside
Stranger Inside is het tweede muziekalbum van de Brit Richard Barbieri. Barbieri is degene die de achtergrondsferen verzorgt bij Porcupine Tree en in mindere mate destijds bij Japan. Alhoewel aangekondigd als zijn twee solo-album is het eigenlijk zijn derde; men beschouwt kennelijk Indigo Falls niet als een soloplaat van hem. Stranger Inside is opgedragen aan Rosemary Barbieri (1961-2006).

## Musici
Op het album spelen:
- Richard Barbieri – alle instrumenten behalve:
- Gavin Harrison – slagwerk op 1 en 2 (slagwerker Porcupine Tree)
- Danny Thompson – akoestische basgitaar op 2;
- Steve Jansen – een maatje uit Japan.

Verder zijn stemmen te horen van Tim Bowness van no-man en Suzanne Barbieri.

## Muziek
| Nr. | Titel          | Duur |
| --- | -------------- | ---- |
| 1.  | Cave           | 6:32 |
| 2.  | All fall down  | 3:11 |
| 3.  | Hypnotek       | 6:16 |
| 4.  | Byzantium      | 7:32 |
| 5.  | Decay          | 5:02 |
| 6.  | Abyssyn        | 6:45 |
| 7.  | Morphia        | 5:44 |
| 8.  | Retina blur    | 4:30 |
| 9.  | Strange inside | 3:36 |